# Heterorachis carpenteri
Heterorachis carpenteri är en fjärilsart som beskrevs av Louis Beethoven Prout 1915. Heterorachis carpenteri ingår i släktet Heterorachis och familjen mätare. Inga underarter finns listade i Catalogue of Life.